# Villechien
Villechien est une ancienne commune française du département de la Manche et de la région Normandie, devenue le 1er janvier 2016 une commune déléguée au sein de la commune nouvelle de Mortain-Bocage.
Elle est peuplée de 164 habitants.
Les habitants de Villechien sont les Toutouvillais,, en référence à la « Ville chien », un gentilé souvent cité comme humoristique.

## Géographie
La commune est au sud du Mortainais. Son bourg est à 8 km à l'est de Saint-Hilaire-du-Harcouët, à 10 km au sud de Mortain, à 12 km au nord-ouest du Teilleul et à 14 km au nord de Landivy.
| Romagny (comm. nouv. de Romagny-Fontenay), Milly (comm. nouv. de Grandparigny) | Notre-Dame-du-Touchet (comm. nouv. de Mortain-Bocage)       | Notre-Dame-du-Touchet (comm. nouv. de Mortain-Bocage)        |
| Lapenty                                                                        | Villechien                                                  | Notre-Dame-du-Touchet (comm. nouv. de Mortain-Bocage)        |
| Lapenty, Saint-Symphorien-des-Monts (comm. nouv. de Buais-les-Monts)           | Saint-Symphorien-des-Monts (comm. nouv. de Buais-les-Monts) | Saint-Symphorien-des-Monts (comm. nouv. de Buais-les-Monts_) |

## Toponymie
Le nom de la localité est attesté sous les formes Villacanis en 1112 et 1163 et Villechien en 1200. 
Le toponyme est issu de l'ancien français vile dans son sens originel de « domaine rural » issu du latin villa rustica. Les toponymistes s'accordent quant à l'origine du deuxième élément, désignant bien l'animal, mais n'en expliquent pas le lien avec ce lieu,,.
La création du gentilé humoristique Toutouvillais est attribuée à l'abbé Paul Marqué, curé du village, qui appelait ainsi ses paroissiens à la fin du XIXe ou au début du XXe siècle, paroissiens qui conservèrent le terme,.

## Histoire
Sous l'Ancien Régime, Villechien était une paroisse du doyenné du Teilleul et de la sergenterie d'Ouessey (Le Teilleul).
Au XVIe siècle, André du Hamel, écuyer, député du comté de Mortain à la révision de la Coutume de Normandie à Rouen, est qualifié de sieur de Villechien.
Lors de la chouannerie normande, une bataille eut lieu le 28 janvier 1796 au Pont Normand, sur les bords de la Sélune entre un élément Chouans de la Légion Royale de Frotté, avec à leur tête l'adjudant-général de Saint-Quentin chef chouan de la division d'Avranches, et un détachement Républicains de la 128e demi-brigade stationné à Mortain. Une centaine de Chouans y perdent la vie. Les Chouans s'étaient fait surprendre, et leur chef menacé de conseil de guerre fut réhabilité. Il sera tué le 31 mars 1796 au siège de Tinchebray, où il avait reçu l'ordre de monter en première ligne.
En 2008, le maire a tenté sans succès d'interdire des lignes à haute tension en raison du risque électromagnétique qu'elles présentaient selon lui, s'appuyant pour ce faire sur ses pouvoirs de police et invoquant le principe de précaution ; le tribunal administratif de Caen l'a contredit en décembre 2008.
Le 1er janvier 2016, Villechien intègre avec quatre autres communes la commune de Mortain-Bocage créée sous le régime juridique des communes nouvelles instauré par la loi no 2010-1563 du 16 décembre 2010 de réforme des collectivités territoriales. Les communes de Bion, Mortain, Notre-Dame-du-Touchet, Saint-Jean-du-Corail et Villechien deviennent des communes déléguées et Mortain est le chef-lieu de la commune nouvelle.

## Politique et administration
| Période | Période       | Identité           | Étiquette | Qualité |
| --- | ------------- | ------------------ | --------- | ------- |
| 1945 | 1945          | Albert Laisne      |           |         |
| 1945 | 1954          | Paul Fouque        |           |         |
| 1954 | 1959          | Victor Roussel     |           |         |
| 1959 | 1977          | Maurice Dromer     |           |         |
| 1977 | 1986          | Marcel Genest      |           |         |
| 1986 | 1989          | Charles Garnier    |           |         |
| 1989 | 1995          | André Anfray       |           |         |
| juin 1995 | mars 2008     | Bernard Lemardeley | DVD       |         |
| mars 2008 | décembre 2015 | Alain Boudin       |           |         |
| Une partie des données est issue d'une liste établie par Jean Pouëssel, Alain Boudin et Jacqueline Langlois. |               |                    |           |         |

Le conseil municipal était composé de onze membres dont le maire et deux adjoints. Ces conseillers intègrent au complet le conseil municipal de Mortain-Bocage le 1er janvier 2016 jusqu'en 2020 et Alain Boudin devient maire délégué jusqu'en 2020. Il est alors remplacé par Arnaud Fouillard.

## Démographie
En 2021, la commune comptait 164 habitants. Depuis 2004, les enquêtes de recensement dans les communes de moins de 10 000 habitants ont lieu tous les cinq ans (en 2005, 2010, 2015, etc. pour Villechien) et les chiffres de population municipale légale des autres années sont des estimations.
Villechien a compté jusqu'à 782 habitants en 1806.
| 1793 | 1800 | 1806 | 1821 | 1831 | 1836 | 1841 | 1846 | 1851 |
| ---- | ---- | ---- | ---- | ---- | ---- | ---- | ---- | ---- |
| 769  | 756  | 782  | 712  | 704  | 710  | 691  | 709  | 678  |

| 1856 | 1861 | 1866 | 1872 | 1876 | 1881 | 1886 | 1891 | 1896 |
| ---- | ---- | ---- | ---- | ---- | ---- | ---- | ---- | ---- |
| 672  | 659  | 644  | 584  | 574  | 560  | 581  | 563  | 534  |

| 1901 | 1906 | 1911 | 1921 | 1926 | 1931 | 1936 | 1946 | 1954 |
| ---- | ---- | ---- | ---- | ---- | ---- | ---- | ---- | ---- |
| 522  | 561  | 553  | 481  | 445  | 423  | 416  | 451  | 456  |

| 1962 | 1968 | 1975 | 1982 | 1990 | 1999 | 2005 | 2010 | 2015 |
| ---- | ---- | ---- | ---- | ---- | ---- | ---- | ---- | ---- |
| 383  | 370  | 277  | 251  | 229  | 207  | 210  | 192  | 177  |

| 2018 | - | - | - | - | - | - | - | - |
| ---- | - | - | - | - | - | - | - | - |
| 172  | - | - | - | - | - | - | - | - |

## Économie
L'activité économique de Villechien est principalement centrée sur l'agriculture, avec près de seize exploitations agricoles présentes. En 2015, selon l'Insee, le secteur tertiaire comptait pour 17 % des emplois à Villechien, contre 83 % pour l'agriculture.

## Lieux et monuments

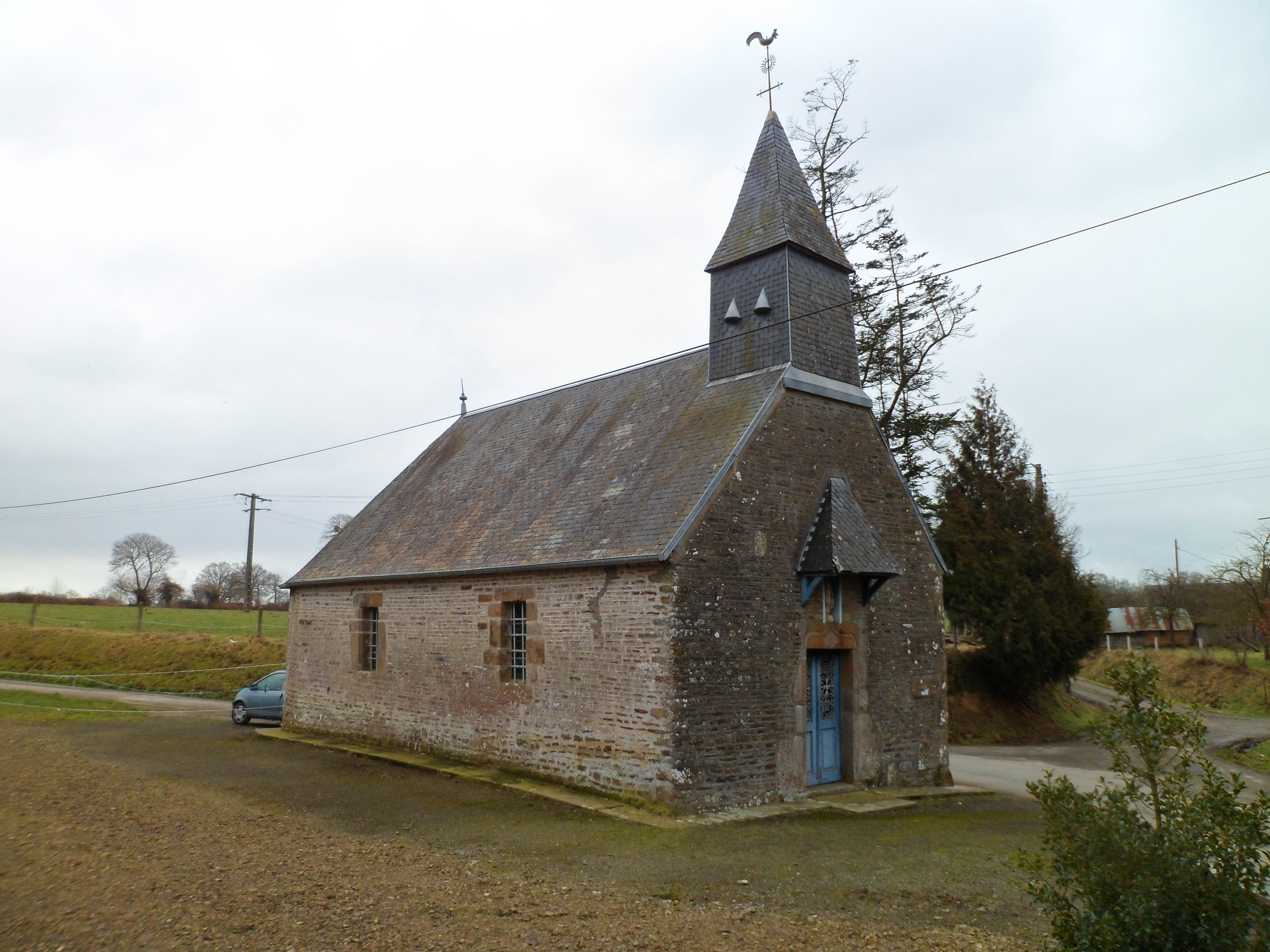
La chapelle de la Bizardière.

- Église Saint-Hilaire du XIXe siècle. L'édifice fut reconstruit en 1866 après l'incendie de l'église du vieux bourg le 1er novembre 1863. Les fenêtres du chœur sont de style XVe. Elle abrite des fonts baptismaux du XVIe et un aigle lutrin du XIXe[13].

Le patronage de l'église appartenait à l'abbaye de Savigny.
- Chapelle de la Bizardière dédiée à Notre-Dame de bonne Nouvelle du XIXe siècle avec un linteau daté de 1588 et un apôtre sur le mur extérieur. Elle fut détruite en 1793 et reconstruite à partir de 1802. Les villageois s'y rassemblent tous les 15 août pour une messe et un repas champêtre.
- Château du Logis du XIXe siècle et sa chapelle.
- Lavoir au Grand-Jardin.
- Croix de chemin du XVIIe siècle.

## Personnalités liées à la commune
Le prêtre Julien Le Cerf (Villechien, 1729 - 1793), moine bénédictin, mort à 64 ans dans une noyade collective dans la Loire organisée par la Convention.